# Roženecké Paseky
Roženecké Paseky (německy Passek) je osada ležící v kraji Vysočina, v okrese Žďár nad Sázavou a spadají pod obec Věcov, od které leží asi 1 km jižním směrem.
K roku 2021 zde žilo 133 obyvatel. Součástí jsou také Osada Štarkov a Spálený Dvůr.

## Historie
Osada Roženecké Paseky byla založena v roce 1724 a je nejmladší osadou v okrese. Obecní pamětní kniha byla založena v roce 1928 dle zákona ze dne 30. 1. 1920. Kronikářem byl zvolen Prudký František č. 12, narozený 3. 2. 1877 v Pavlovicích.

## Pamětihodnosti
- Pomník broučků